# Fuerzas Armadas de Bulgaria
Las Fuerzas Armadas de Bulgaria, oficialmente Ejército Búlgaro (en búlgaro: Българска армия) representan las Fuerzas Armadas de la República de Bulgaria. El Comandante en Jefe es el Presidente de la República de Bulgaria Rumen Georgiev Radev El Ministerio de Defensa está al cargo del liderazgo político, mientras que el Mando Supremo Militar queda en manos del Estado Mayor de la Defensa, dirigido por el Jefe de la Defensa (anteriormente conocido como Jefe del Estado Mayor).
El Santo Patrón del Ejército Búlgaro es San Jorge, y el Día de las Fuerzas Armadas o Día de San Jorge (6 de mayo) es Fiesta Nacionalde la República de Bulgaria.

## Composición
Las fuerzas armadas de Bulgaria, un cuerpo totalmente voluntario, se compone de tres ramas: las fuerzas terrestres, la armada y la fuerza aérea. Como miembro de la OTAN, el país mantiene un total de 645 unidades desplegadas en el extranjero. Históricamente, Bulgaria desplegó un número significativo de asesores militares y civiles en países de orientación socialista, tales como Nicaragua y Libia (más de 9.000 militares).

## Situación actual
Tras una serie de reducciones a partir de 1990, el número de soldados activos bajó de aproximadamente 152.000 en 1988 a sólo 32.000 en 2010. Estos se complementan con una fuerza de reserva de 303.000 soldados y las fuerzas paramilitares, que cuenta con 34.000 elementos. El armamento del ejército búlgaro incluye equipo soviético 22 cazas  Mikoyan MiG-29 y misiles de corto alcance Almaz S-300 y OTR-21 Tochka. En 2009, el gasto en la milicia ascendió a más de 1.190 millones de dólares. También cuenta con aprixomadamente 1040 tanques  T-72 214 Vehículos de combate de infantería  BMP-3 y 506 Vehículos de cañón autopropulsado 2S1 Gvozdika